# Mã đối tượng
Trong điện toán, mã đối tượng (tiếng Anh: object code), đôi khi còn gọi là mô đun đối tượng (tiếng Anh: object module), là những gì trình biên dịch sinh ra. Nói chung, mã đối tượng là một chuỗi các câu lệnh hay hướng dẫn trong ngôn ngữ máy tính, thường là một ngôn ngữ máy (ví dụ, tập tin nhị phân) hay một ngôn ngữ trung gian như ngôn ngữ chuyển giao đăng ký (RTL).